# Bloomington (Illinois)
Bloomington é uma cidade localizada no estado americano de Illinois, no Condado de McLean.

## Demografia
Segundo o censo americano de 2000, a sua população era de 64.808 habitantes. 
Em 2006, foi estimada uma população de 70.970, um aumento de 6162 (9.5%).

## Geografia
De acordo com o United States Census Bureau tem uma área de 
58,3 km², dos quais 58,3 km² cobertos por terra e 0,0 km² cobertos por água.

## Localidades na vizinhança
O diagrama seguinte representa as localidades num raio de 20 km ao redor de Bloomington. 

## Personalidades
- Clinton Davisson (1881-1958), Prémio Nobel de Física de 1937